# 森川展男
森川 展男（もりかわ のぶお、1949年1月19日 - ）は、日本のアメリカ文学者、法社会学者。近畿大学総合社会学部総合社会学科教授。専門はアメリカ文学、法社会学。

## 人物・来歴
京都府生まれ、京都市育ち。立命館高等学校卒、立命館大学法学部卒業、1977年同大学文学部英米文学専攻卒業、関西外国語大学大学院外国語研究科英語学専攻博士課程(前期)入学。1982年米国ユニオン大学大学院博士課程英米文学専攻修了、Ph.D.取得。
1990年東海大学福岡短期大学助教授、1993年大東文化大学助教授、1997年退職。1999年東亜大学総合人間文化学部教授。2002年近畿大学産業理工学部(福岡キャンパス)教授。2010年同総合社会学部(東大阪)教授。 日本国憲法や法社会学等の教養科目及び、犯罪社会学・現代社会学等の専門科目を担当している。
1980年代には関東・関西・九州で河合塾・代々木ゼミナール英語科講師を担当。カリスマ講師として活躍した。又、大学入試問題における英語長文の出典研究や全国統一模擬試験出題委員なども行っていた。
現在、社会活動ではエンジン01文化戦略会議会員として活動している。また、京都府の大谷高等学校において『AIゼミ』というゼミの講師として招かれている。しかし、開始当初と比べ受講生徒の出席率は半分ほどになっている模様だ。

## 著書
- 『An Introduction to Ernest Hemingway』（創友出版） 1985
- 『フィッツジェラルド: 愛と彷徨の青春』（丸善ブックス） 1995
- 『現代文明論講義 1: 幻想としての平和』（三一書房） 1997　ISBN 4380972275
- 『現代文明論講義 2: 平成ルネサンス』（三一書房） 1997　ISBN 4380972283
- 『サリンジャー: 伝説の半生、謎の隠遁生活 (中公新書） 1998
- 『今、人権とは』（フィロス出版） 2002

### 参考書
- 『英語問題これがでる』（文化創作出版、My Book） 1986、のち改訂新版 1989　ISBN 4938500760 / ISBN 4893870157
- 『森川の的中英文 PART1 30選』（代々木ライブラリー） 1988　ISBN 4896801555
- 『森川の的中英文 PART2 40選』（代々木ライブラリー） 1988　ISBN 4896801857
- 『英単・英熟これがでる』（文化創作出版、My Book） 1989　ISBN 4893870173
- 『英文解釈の上手な解き方』（ライオン社） 1990　ISBN 4844025295
- 『英語長文読解力が面白いほど身につく本（1週間集中ライブ講義）』（中経出版） 1993
- 『総合英語基礎強化ゼミ（改訂版)』（美誠社） 1993　ISBN 4828530681
- 『上級完成ゼミ』（美誠社） 1995　ISBN 4828530630

## 翻訳
- 『パパ - 父ヘミングウェイの想い出』（グレゴリー・ヘミングウェイ、あぽろん社） 1986
- 『ホワイト・ノイズ』（ドン・デリーロ、集英社） 1993　ISBN 4087731693